# مدار هماهنگ
مدار هماهنگ (به انگلیسی: Synchronous circuit) یک مدار دیجیتال است که در آن تمام قطعات توسط یک سیگنال ساعت هماهنگ شده‌اند.
در یک مدار هماهنگ ایده‌آل، هر تغییری در سطح‌های منطقی اجزای ذخیره‌سازی مدار همگام است. این تغییرها تغییر سطح یک سیگنال خاص به نام ساعت را دنبال می‌کنند. در حالت ایده‌آل، ورودی هر عنصر ذخیره‌سازی قبل از رسیدن کلاک بعدی به مقدار نهایی خود می‌رسد. پس رفتار تمام مدار را می‌توان دقیق پیش گویی کرد.